# 圣科斯米
圣科斯米是葡萄牙波尔图区的一个堂区。总面积11.48平方公里，总人口25717人，人口密度2240.2人/平方公里。